# La Dornac
La Dornac (ou Ladornac) (tiếng Occitan là Ladornac) là một xã của Pháp, nằm ở tỉnh Dordogne trong vùng Aquitaine của Pháp.

## Thông tin nhân khẩu
| Năm    | 1962 | 1968 | 1975 | 1982 | 1990 | 1999 | 2007 |
| ------ | ---- | ---- | ---- | ---- | ---- | ---- | ---- |
| Dân số | 320  | 301  | 268  | 261  | 266  | 302  | 374  |